# Tinama argentinská

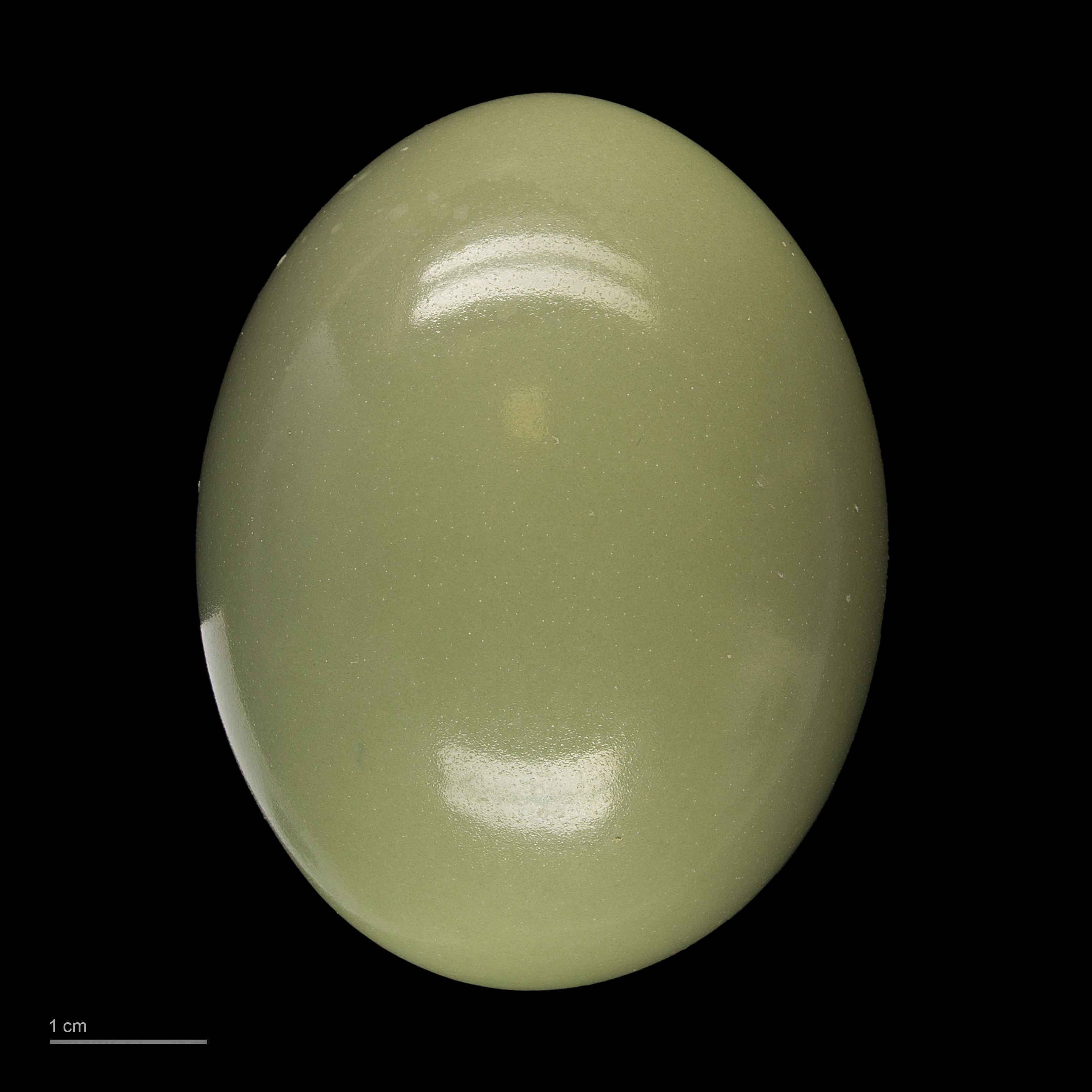
Eudromia elegans

Tinama argentinská (Eudromia elegans), staršími českými názvy tinama chocholatá nebo tinama přilbová, španělsky martineta de cresta, je pták z řádu tinam. Obývá jižní část Jižní Ameriky od hornaté argentinské provincie Salta po záliv Bahía Grande na pobřeží Patagonie.
Dosahuje délky okolo 40 cm a váhy 400–800 g, přičemž jižně žijící poddruhy jsou v souladu s Bergmannovým pravidlem robustnější. Postavou připomíná koroptev, peří má hnědobíle kropenaté, hlava je tmavá s dvojicí bílých podélných pruhů a s nápadnou péřovou chocholkou na temeni. Křídla jsou krátká a široká; tinama je těžkopádným letcem a v ohrožení dává přednost běhu. Živí se listy, semeny a hmyzem. Žije poměrně hojně v suché křovinaté pampě do výšky až 2500 metrů nad mořem. V létě vytváří malé teritoriální skupinky, které se v zimním období spojují dohromady do hejn čítajících až více než sto kusů a putujících při hledání potravy po kraji. Ozývá se trojicí táhlých teskných hvizdů.
Období rozmnožování trvá od května do listopadu. Typickým rysem je polygynandrie, samice klade do hnízda skrytého v trávě okolo pěti vajec vážících 30–50 g, na nichž sedí samci, kteří také pečují o mláďata do věku tří měsíců.
V Argentině a Chile je tinama populárním lovným ptákem, objevily se proto pokusy o její introdukci v Evropě, které však skončily neúspěšně.

## Poddruhy
- E. elegans elegans
- E. elegans intermedia
- E. elegans magnistriata
- E. elegans riojana
- E. elegans albida
- E. elegans multiguttata
- E. elegans devia
- E. elegans patagonica
- E. elegans numida
- E. elegans wetmorei